# Maradiyur, Piriyapatna
Maradiyur là một làng thuộc tehsil Piriyapatna, huyện Mysore, bang Karnataka, Ấn Độ.